# Thelymitra graminea
Thelymitra graminea är en orkidéart som beskrevs av John Lindley. Thelymitra graminea ingår i släktet Thelymitra och familjen orkidéer. Inga underarter finns listade i Catalogue of Life.